# Serrognathus tibetanus
Serrognathus tibetanus es una especie de coleóptero de la familia Lucanidae.

## Distribución geográfica
Habita en el Tíbet (China).